# Банерна мережа
Банерна мережа — це рекламна мережа, учасниками якої є рекламні майданчики (сайти). Використовується для показу банерної реклами відразу на великій кількості сайтів-учасників.
Відрізняють також банерообмінні мережі, участь в яких безкоштовна.